# Microlimax pallidipuncta
Microlimax pallidipuncta is een vlinder uit de familie van de Epipyropidae. De wetenschappelijke naam van de soort is voor het eerst geldig gepubliceerd in 1896 door Hampson.